# Diagnose (Biologie)
Die Diagnose ist in der Biologie die Zusammenstellung der wichtigsten Merkmale einer Lebewesengruppe. Bei der Beschreibung, insbesondere bei der Erstbeschreibung einer Art oder eines höheren Taxons werden damit die Unterscheidungsmerkmale definiert, die diese Lebewesen von Verwandten abgrenzen. Sowohl in der Zoologie und Botanik, als auch in der Paläontologie werden die diagnostischen Merkmale meist stichwortartig aufgezählt, wobei hauptsächlich morphologische und anatomische Eigenschaften berücksichtigt werden, die für die Einordnung in die biologische Systematik eine Rolle spielen. In der phylogenetischen Systematik sind das vor allem Apomorphien, also abgeleitete Merkmale, die sich im Laufe der Evolution gegenüber Vorfahren entwickelt haben.
Im Gegensatz zu einer Gesamtbeschreibung eines Lebewesens wird bei der Diagnose auch auf weniger auffällige Eigenschaften Wert gelegt, die für die Abgrenzung zu anderen Gruppen wichtig sind. Es wird auch das Fehlen von Merkmalen erwähnt, die bei nahe verwandten Gruppen vorhanden sind. Der Diagnose (englisch: diagnosis) kann eine Gesamtbeschreibung (englisch: description) folgen.

## Historische Entwicklung
Schon Carl von Linné unterschied in seinem grundlegenden Werk Systema naturae, mit dem er die noch heute gültige biologische Nomenklatur begründete, zwischen der descriptio (Beschreibung) und den differentia specifica (spezifischen Unterscheidungen). In der Frühzeit der Beschreibung von Lebewesen mussten die äußeren Unterschiede zwischen den einzelnen Arten oder höheren Taxa groß sein, damit diese als spezifische Gruppen wahrgenommen und beschrieben werden konnten. Eine differenzierte Diagnose neben der Beschreibung war daher meist nicht nötig. Umgekehrt führte diese Betrachtungsweise oft zu Mehrfachbeschreibungen, wenn auffällige Merkmale wie etwa die Färbung innerhalb einer Art variierten, ohne dass wirkliche Eigenschaften der Artabgrenzung gegeben waren. Daher wurden schon im 19. Jahrhundert oft kurze Diagnosen mit den wesentlichen Merkmalen den ausführlichen Beschreibungen vorangestellt. Oft waren sie in Latein verfasst, um eine internationale Verständigungsmöglichkeit unter Verwendung der in den Wissenschaften etablierten lateinischen Begriffe zu erreichen. Die ausführliche Beschreibung erfolgte im Anschluss an die Diagnose, jedoch meist in der jeweiligen Landessprache.
Die Wissenschaftler unterscheiden sich oft in der Auffassung, was eine gute Diagnose beinhalten sollte und wie deutlich ein neues Taxon von den bekannten abgegrenzt werden muss. Es ist in den Diagnosen nicht immer klar, ob eine Eigenschaft nur bei dem beschriebenen Taxon vorkommt oder ob es sich um ein allgemeines Merkmal einer größeren Gruppe handelt. Die Unterscheidungsmerkmale zu anderen Taxa sind oft an ganz verschiedenen Stellen einer Erstbeschreibungen zu finden, z. B. in den Anmerkungen, in der Zusammenfassung oder Diskussion bzw. in eigenen Kapiteln, die dem Vergleich mit einer oder mehreren anderen Lebewesengruppen dienen. Einige wissenschaftliche Zeitschriften, in denen Erstbeschreibungen veröffentlicht werden, geben Regeln und Empfehlungen dazu an die Autoren, die bei ihnen publizieren wollen, weiter. Eine Diagnose ist dabei meist vorgeschrieben. Sie steht anschließend an den Namensvorschlag für das neue Taxon und vor der ausführlichen Beschreibung.

## Botanik
In der Botanik schreibt der Internationale Code der Nomenklatur für Algen, Pilze und Pflanzen eine volle Beschreibung oder Diagnose für gültige Erstbeschreibungen von Pflanzen vor. Die Definition der Diagnose ist im Artikel 32.2 des Codes angegeben:

„32.2. A diagnosis of a taxon is a statement of that which in the opinion of its author distinguishes the taxon from others.“

„32.2. Eine Diagnose eines Taxons ist ein Befund darüber, was nach Meinung des Autors das Taxon von anderen unterscheidet.“

## Zoologie
In der Zoologie bestimmt der Artikel 13.1.1 der Internationalen Regeln für die Zoologische Nomenklatur (ICZN), dass die Publikation eines neuen Taxons eine verbale Beschreibung oder Definition enthalten muss, die die Merkmale berücksichtigt, nach denen das neue Taxon von anderen unterschieden werden kann. In der Empfehlung 13A wird näher auf die Funktion einer Diagnose eingegangen.

„13A […] an author should make clear his or her purpose to differentiate the taxon by including with it a diagnosis, that is to say, a summary of the characters that differentiate the new nominal taxon from related or similar taxa.“

„13A. […] ein Autor oder eine Autorin sollte seine oder ihre Absicht, das Taxon zu differenzieren, durch die Aufnahme einer Diagnose klar machen, nämlich einer Zusammenfassung der Merkmale, die das neue nominelle Taxon von verwandten oder ähnlichen Taxa unterscheiden.“